# مدی کریستیانس
مدی کریستیانس (انگلیسی: Mady Christians؛ ۱۹ ژانویهٔ ۱۸۹۲ – ۲۸ اکتبر ۱۹۵۱) بازیگر اهل اتریش بود. وی بین سال‌های ۱۹۱۶ تا ۱۹۵۰ میلادی فعالیت می‌کرد.
از فیلم‌ها یا برنامه‌های تلویزیونی که وی در آن نقش داشته است، می‌توان به شیپ کافه، دارایی‌های دوک بزرگ، میکل، نامه‌ای از زنی ناشناس، هایدی، شریک دلسوز، سیر در عرش اشاره کرد.